# Bierre-lès-Semur
Bierre-lès-Semur – miejscowość i dawna gmina we Francji, w regionie Burgundia-Franche-Comté, w departamencie Côte-d’Or. W 2013 roku populacja ówczesnej gminy wynosiła 93 mieszkańców. 
W dniu 1 stycznia 2019 roku z połączenia dwóch ówczesnych gmin – Bierre-lès-Semur oraz Flée – powstała nowa gmina Le Val-Larrey. Siedzibą gminy została miejscowość Flée. 